# Pseudanophthalmus tiresias
Pseudanophthalmus tiresias är en skalbaggsart som beskrevs av Barr. Pseudanophthalmus tiresias ingår i släktet Pseudanophthalmus och familjen jordlöpare. Inga underarter finns listade i Catalogue of Life.